# Letecký rejstřík
Letecký rejstřík je evidence letadel a jejich imatrikulací. Je to veřejně přístupný seznam.

## Civilní letecký rejstřík
Civilní letecký rejstřík letadel bývá v každé zemi veden příslušným leteckým úřadem, typicky ve shodě s mezinárodní Chicagskou úmluvou o civilním letectví (ICAO). Na území České republiky je letecký rejstřík veden pověřeným Úřadem pro civilní letectví (ÚCL), v souladu se zákonem o civilním letectví a dalšími leteckými předpisy.

## Letadlová adresa
V leteckém rejstříku může být kromě imatrikulace (poznávací značky) zapsána i tzv. letadlová adresa, pokud byla přidělena. Jde o 24bitové číslo obvykle uváděné jako šestimístný alfanumerický hexadecimální kód. Uděluje se z národního bloku přiděleného organizací ICAO. Česká letadla mají obvykle adresu 49Cxxx nebo 49Dxxx.[zdroj?]

## České imatrikulace
Do rejstříku letadel může být zapsáno pouze letadlo, kterým ÚCL vydá osvědčení o letové způsobilosti a které není zapsáno v leteckém rejstříku jiného státu. Tímto zápisem je motorovým letadlům (letounům a vrtulníkům) přidělena imatrikulace („poznávací značka“) sestávající z mezinárodní značky „OK“ a národní rejstříkové značky o třech písmenech. Hotová imatrikulace je tedy ve formátu „OK-ABC“. Bezmotorová letadla (kluzáky a větroně) dostávají jako rejstříkovou značku čtyři číslice. Například pro větroně: „OK-1234“.
Před vznikem ICAO mělo Československo přiděleno jako státní leteckou značku písmena „L-B“ a rejstříkovou značku sestávající ze čtyř písmen, např. „L-BOSA“.

### Vojenský letecký rejstřík
Vojenský letecký rejstřík letadel vede Ministerstvo obrany. Údaje evidence letadel ve vojenském rejstříku nejsou veřejně přístupné.
Vojenská letadla mají imatrikulaci ze dvou až čtyř číslic.